# Herschel Bernardi
Herschel Bernardi (* 30. Oktober 1923 in New York City, New York; † 9. Mai 1986 in Los Angeles, Kalifornien) war ein US-amerikanischer Schauspieler, Voice-over- und Synchronsprecher.

## Leben
Bernardi war bereits als Kinderdarsteller auf den Bühnen des Jüdischen Theaters tätig und zwischen 1937 und 1938 in zwei Spielfilmen zu sehen. Nach dem Ende des Zweiten Weltkriegs hatte er im Abspann nicht genannte Auftritte in zwei Hollywoodfilmen. Seine Karriere kam in der McCarthy-Ära ins Stocken, da er „unamerikanischer Aktivitäten“ bezichtigt wurde. 1958 erhielt er die Rolle des Lt. Jacoby in Blake Edwards’ Krimiserie Peter Gunn, die er bis 1961 in 102 Episoden darstellte und durch die er beim US-amerikanischen Fernsehpublikum bekannt wurde. Für seine Rolle war er 1959 für den Emmy nominiert. Nach dem Ende der Serie spielte er zunächst einige Gastrollen in verschiedenen Fernsehserien, bis er 1970 die Titelrolle der Sitcom Arnie erhielt. Hierfür war er zweimal für den Golden Globe nominiert. Von Arnie wurden bis 1972 48 Folgen produziert.
Eine seiner bekanntesten Filmrollen spielte er 1963 in Das Mädchen Irma la Douce als Inspector Lefevre, eine weitere prominente Rolle hatte er neben Woody Allen in der Komödie Der Strohmann. Zudem sprach er Rollen in einigen Zeichentrickfilmen und Serien und war als Voice-over-Sprecher in verschiedenen Werbespots zu hören. In den 1960er Jahren war er außerdem rege am Broadway tätig. Eine seiner bekanntesten Rollen war die des „Milchmanns Tewje“ in der Originalproduktion von Anatevka, die er 1965 von Zero Mostel übernahm. Eine Schallplatte mit den Gesangsdarbietungen der Broadway-Aufführung platzierte sich 1967 in den Billboard 200. Ein weiteres Mal spielte er den Tewje 1981 beim Broadway-Revival. Hierfür erhielt er seine zweite Tony-Award-Nominierung, eine erste hatte er bereits 1969 für seine Hauptrolle im Musical Zorba erhalten. Bernardi blieb jedoch bei allen Nominierungen stets ohne Auszeichnung.
Bernardi verstarb 1986 im Alter von 62 Jahren an den Folgen eines plötzlichen Herzanfalls. Er war verheiratet und hatte einen Sohn aus dieser Ehe sowie drei weitere Kinder aus einer früheren Ehe.

## Filmografie (Auswahl)

### Film
- 1937: Grine felder (Green Fields)
- 1938: Yankl der Schmied (The Singing Blacksmith)
- 1958: Der Tod kommt auf leisen Sohlen (Murder by Contract)
- 1961: Der tanzende Gangster (The George Raft Story)
- 1963: Das Mädchen Irma la Douce (Irma la Douce)
- 1963: Verliebt in einen Fremden (Love with the Proper Stranger)
- 1966: The Odds Against (Dokumentar-Kurzfilm, Erzähler)
- 1967: Venedig sehen – und erben… (The Honey Pot)
- 1974: The Story of Jacob and Joseph
- 1976: Der Strohmann (The Front)
- 1976: Das große Ferienabenteuer (No Deposit, No Return)

### Fernsehen
- 1958–1961: Peter Gunn
- 1961: Bonanza
- 1962: Heute Abend Dick Powell (The Dick Powell Show)
- 1962: Kein Fall für FBI (The Detectives)
- 1964: Der Henker (The Hangman)
- 1964: Preston & Preston (The Defenders) (2 Folgen)
- 1965: Auf der Flucht (The Fugitive)
- 1970–1972: Arnie
- 1985: Mord ist ihr Hobby (Murder, She Wrote)
- 1986: Ein Engel auf Erden (Highway to Heaven)
- 1986: I-Man – Die Kampfmaschine aus dem All (I-Man)

## Broadway
- 1965: Fiddler on the Roof
- 1966: Nathan Weinstein, Mystic, Connecticut
- 1966: Bajour
- 1968: Zorba
- 1979: The Goodbye People
- 1981: Fiddler on the Roof

## Auszeichnungen
- 1959: Emmy-Nominierung für Peter Gunn
- 1969: Tony-Award-Nominierung für Zorba
- 1971: Golden-Globe-Nominierung für Arnie
- 1972: Golden-Globe-Nominierung für Arnie
- 1982: Tony-Award-Nominierung für Fiddler on the Roof